# Jacob Lekgetho
Jacob Lekgetho (ur. 24 marca 1974 roku Kapsztadzie, zm. 9 września 2008 w Johannesburgu) – południowoafrykański piłkarz występujący najczęściej na pozycji lewego obrońcy.

## Kariera klubowa
Jacob Lekgetho zawodową karierę rozpoczął w sezonie 1995/1996 w zespole Moroka Swallows. Wystąpił wówczas w 6 ligowych pojedynkach, jednak w kolejnych rozgrywkach miał już zapewnione miejsce w podstawowej jedenastce. Przez 6 lat gry dla Moroka Swalows Lekgetho nie odnosił żadnych sukcesów, a jego klub plasował się w dolnych rejonach tabeli południowoafrykańskiej pierwszej ligi.
W 2001 roku Lekgetho wyjechał do Rosji, gdzie podpisał kontrakt z Lokomotiwem Moskwa. W nowej drużynie także wywalczył sobie miejsce w wyjściowym składzie. W 2002 roku razem z zespołem sięgnął po tytuł mistrza kraju, a osiągnięcie to powtórzył 2 lata później. W międzyczasie piłkarz odniósł ze swoją drużyną zwycięstwo w Superpucharze Rosji. Łącznie dla Lokomotiwu Lekgetho rozegrał 76 ligowych spotkań i zdobył 3 bramki. Karierę zakończył w 2004 roku.

## Kariera reprezentacyjna
W reprezentacji Republiki Południowej Afryki Lekgetho zadebiutował 28 maja 2000 roku w wygranym 1:0 spotkaniu przeciwko Malcie. W 2002 roku Jomo Sono powołał go do 23-osobowej kadry RPA na mistrzostwa świata. Na mundialu w Korei Południowej i Japonii popularni „Bafana Bafana” zajęli trzecie miejsce w swojej grupie i odpadli z turnieju. Na mistrzostwach Lekgetho pełnił rolę rezerwowego i zagrał tylko w przegranym 3:2 pojedynku przeciwko Hiszpanii, kiedy to w 83. minucie zmienił Quintona Fortune'a. Ostatni mecz w kadrze Lekgetho rozegrał 20 czerwca 2004 roku przeciwko Ghanie (0:3). Łącznie dla drużyny narodowej zaliczył 25 występów.

## Informacje o śmierci
19 lutego 2007 roku rosyjskie media podały informacje, że Lekgetho zginął w wypadku samochodowym w Kapsztadzie. Inne źródła potwierdziły te doniesienia. 20 lutego Rusfootball opublikowało sprostowanie i dało do wiadomości, że informacje te były nieprawdziwe. Lekgetho zmarł 9 września 2008 roku po długiej chorobie.